# Tommaso Arezzo
Tommaso kardinal Arezzo, italijanski rimskokatoliški duhovnik, škof in kardinal, * 16. december 1756, Orbetello, † 3. februar 1833.

## Življenjepis
19. marca 1779 je prejel duhovniško posvečenje.
29. marca 1802 je bil imenovan za naslovnega nadškofa Seleucie in Isauria in 4. aprila istega leta je prejel škofovsko posvečenje.
8. marca 1816 je bil povzdignjen v kardinala in imenovan za kardinal-duhovnika S. Pietro in Vincoli.
29. maja 1820 je bil imenovan za kardinal-škofa Sabine.
5. julija 1830 je postal uslužbenec Rimske kurije.